# Nicole Bass
Nicole Bass (Queens, Nueva York, 10 de agosto de 1964-17 de febrero de 2017) fue una fisicoculturista, luchadora profesional y valet de lucha libre profesional estadounidense. Trabajó para compañías como la Extreme Championship Wrestling y la World Wrestling Federation.

## Carrera en fisicoculturismo
Bass tenía una extensa carrera como fisicoculturista femenina a finales de los años 80 y durante los años 90. Ganó el Campeonato Nacional de Culturismo del Comité Nacional de Físico (NPC) en 1997.

## Carrera en lucha libre profesional
Bass debutó en Extreme Championship Wrestling durante la primera mitad de 1998. Se alió con Justin Credible, Chastity y Jason. Participó en feudos con Tommy Dreamer, Mikey Whipwreck y Beulah McGillicutty.
Bass pronto se unió a la World Wrestling Federation, debutando como guardaespaldas de Sable en WrestleMania XV el 28 de marzo de 1999. Ella se involucró en un feudo extendido con Debra McMichael, que culminó en una lucha en parejas mixtas que ponía a Bass y Val Venis contra Jeff Jarrett y Debra en Over the Edge. Bass se alió entonces con Venis hasta que lo golpeó accidentalmente con la guitarra de Jarrett después de perder un concurso de bikinis contra Debra. La semana siguiente, ella interfirió en una lucha entre Debra e Ivory, con Debra perdiendo su Campeonato Femenino debido a la interferencia de Bass.
Esto dio lugar a una breve alianza entre Bass e Ivory, que terminó abruptamente cuando Bass dejó la WWF y presentó una demanda contra la organización por acoso sexual, alegando que fue agredida sexualmente tras bastidores por Steve Lombardi. En 2003 el caso fue a la corte y, finalmente, fue desestimado.
Bass siguió luchando en el circuito independiente de lucha libre y realizó reservas para eventos públicos y para entrenamiento personal.

## Vida personal
En 2006, Bass fue hospitalizada debido a pancreatitis causada por esteroides.
Bass se casó con Richard «Bob» Fuchs en 1985. Fuchs murió mientras dormía en 2013 a la edad de 64 años. En el momento de su muerte, Bass estaba en una relación con su socia comercial, Kristen Marrone.

## Muerte
El 16 de febrero de 2017, una declaración fue publicada en la página oficial de Bass en Facebook por su novia Kristen Marrone, donde declaró que Bass fue llevada al hospital y todo lo posible fue hecho para ayudarla. El mismo día, se declaró que tenía muerte cerebral después de un accidente cerebrovascular y su familia y amigos esperaron hasta su muerte más tarde en la noche ya que se le había sacado el soporte vital. Bass murió un día después el 17 de febrero a la edad de 52 años.

## Campeonatos y logros
- National Wrestling Alliance
  - NWA Worldwide Intergender Championship (1 vez)
- NWA New Jersey
  - NWA Jersey Women's Championship (1 vez)[10]